# 1957 en Suisse
Chronologie de la Suisse
- 1953
- 1954
- 1955
- 1956
- 1957
- 1958
- 1959
- 1960
- 1961

Chronologie de la Suisse
1956 en Suisse - 1957 en Suisse - 1958 en Suisse

## Gouvernement au1erjanvier 1957
- Conseil fédéral[1]:
  - Hans Streuli PRD, président de la Confédération
  - Thomas Holenstein PDC, vice-président de la Confédération
  - Markus Feldmann UDC
  - Max Petitpierre PRD
  - Paul Chaudet PRD
  - Philipp Etter PDC
  - Giuseppe Lepori PDC

## Évènements

### Janvier
Mardi 1er janvier 
- Le tramway qui relie Martigny-Gare à Martigny-Bourg est remplacé par un service d'autobus.

 Lundi 7 janvier 
- En raison de la pénurie de courant électrique, les CFF doivent procéder à une réduction de la longueur des trains.

 Vendredi 11 janvier 
- Décès près de Winterthour, dans un accident de voiture, de la princesse Antoinette de Bourbon, âgée de 59 ans.

 Dimanche 13 janvier 
- Inauguration du plus long téléphérique de Suisse (3 620 m), entre le col de la Bernina et la Diavolezza.

 Samedi 19 janvier 
- Vernissage de l’exposition Camille Pissarro au Musée des beaux-arts de Berne.

 Dimanche 27 janvier 
- Élections cantonales en Argovie. Ernst Bachmann, Kurt Kim, Paul Hausherr, Ernst Schwarz et Adolf Richner sont élus au Conseil d’État lors du 1er tour de scrutin.

### Février
Dimanche 3 février 
- Élections cantonales à Schwytz. Meinrad Schuler (PRD) est élu au Conseil d’État lors du 2e tour de scrutin.

 Dimanche 17 février 
- Élections cantonales à Saint-Gall. Simon Frick (PRD), Walter Clavadetscher (PRD), Albert Gemperli (PDC), Josef Riedener (PDC), Paul Müller (PDC) et Matthias Eggenberger (PSS) sont élus au Conseil d’État lors du 1er tour de scrutin.

 Mardi 23 février 
- Inauguration des nouveaux locaux de l'aérogare de Genève-Cointrin.

### Mars
Dimanche 3 mars 
- Votations fédérales. Le peuple rejette, par 389 633 non (51,9 %) contre 361 028 oui (48,1 %), le projet d’article constitutionnel sur la protection civile.
- Votations fédérales. Le peuple rejette, par 428 080 non (57,2 %) contre 319 766 oui (42,8 %), le projet d’article constitutionnel sur la radiodiffusion et la télévision.
- La commune haut-valaisanne d'Unterbäch est la première commune de Suisse autorisant les femmes à voter. Katharina Zenhäusern fut la première femme suisse à glisser un bulletin de vote dans une urne.
- Pour la septième fois de son histoire, le HC Arosa devient champion de Suisse de hockey-sur-glace.

 Mercredi 6 mars 
- Le Conseil fédéral reconnaît l’indépendance du Ghana.

 Vendredi 8 mars 
- Décès, à Zurich, à l’âge de 70 ans, du compositeur Othmar Schoeck.

 Vendredi 15 mars 
- Décès à Zurich, à l’âge de 70 ans, de l’ancien conseiller fédéral Ernst Nobs.

 Dimanche 24 mars 
- Suicide à Berne, à l’âge de 49 ans, de René Dubois, procureur de la Confédération, lié à un agent secret français impliqué dans une affaire d’espionnage (l'historiographie retient un suicide le 23 et un communiqué du Conseil fédéral le 24, après information reçue "à midi").

### Avril
Mardi 2 avril 
- Un avion militaire de type Vampire s'écrase à Vallamand (VD). Son pilote est tué dans l'accident.

 Vendredi 5 avril 
- La fabrique d'avions et de véhicules d'Altenrhein (SG) procède à la livraison d'une présérie de quatre chasseurs bombardiers P-16, un appareil conçu et fabriqué en Suisse.

 Dimanche 7 avril 
- Inauguration du Musée paysan suisse à Wohlenschwil (AG), dans l'église restaurée de la guerre des paysans.

 Dimanche 14 avril 
- Élections cantonales à Neuchâtel. Gaston Clottu (PLS), Pierre-Auguste Leuba (PRD), Edmond Guinand (PPN) et Jean-Louis Barrelet (PRD) sont élus au Conseil d’État lors du 1er tour de scrutin.

 Mardi 16 avril 
- Élections cantonales à Neuchâtel. André Sandoz (PSS) est réélu tacitement au Conseil d’État.

 Samedi 27 avril 
- Deux Piper Super Cruiser entrent en collision au-dessus de l’aéroport de Genève-Cointrin, peu après leur décollage. Les deux pilotes et leurs quatre passagers sont tués.

 Mardi 30 avril 
- Des chercheurs suisses obtiennent pour la première fois une réaction en chaîne grâce au réacteur "Saphir" de l'Institut Paul Scherrer à Würenlingen (AG).

### Mai
Jeudi 2 mai 
- Décès de Gilberte Schneider-Montavon, connue sous le nom de Gilberte de Courgenay.

 Vendredi 3 mai 
- Soupçonné d’espionnage au profit de la France, Max Ulrich, inspecteur de la police fédérale, est arrêté.

 Vendredi 3 mai 
- Décès à Rome, à l’âge de 55 ans, de l’écrivain Albert Béguin.

 Vendredi 10 mai 
- Le dernier tram circule entre Neuchâtel et Saint-Blaise.

 Dimanche 12 mai 
- Élections cantonales à Soleure. Otto Stampfli (PRD), Urs Dietschi (PRD), Gottfried Klaus (PSS), Werner Vogt (PSS) et Max Obrecht (PDC) sont élus au Conseil d’État lors du 1er tour de scrutin.
- Décès à Zurich, à l’âge de 68 ans, du ténor Max Hirzel.

 Vendredi 17 mai 
- Élections cantonales à Zoug. Silvan Nussbaumer (PDC) est élu tacitement au Conseil d’État.

### Juin
Samedi 1er juin 
- Ouverture à Lausanne de Graphic 57, foire internationale des industries graphiques qui réunit 550 exposants[2]. Première présentation du caractère Helvetica.

 Dimanche 2 juin 
- Les chemins de fer européens lancent le Trans-Europ-Express (TEE), rapide et confortable pour répondre à la concurrence croissante de l'avion et de la voiture.
- Les Young-Boys s’adjugent, pour la septième fois de leur histoire, le titre de champion de Suisse de football.

 Mardi 4 juin 
- Décès à Berlingen (TG), à l’âge de 79 ans, du peintre Adolf Dietrich.

 Dimanche 9 juin 
- Décès à Zurich du compositeur Robert Oboussier.

 Mardi 11 juin 
- De violents orages s'abattent sur la Suisse centrale et orientale. Des torrents sont sortis de leurs lits dans la région d'Emmen. Deux trains déraillent en Appenzell.

 Jeudi 13 juin 
- Des pluies torrentielles qui s’abattent sur la région de Zermatt provoquant de graves inondations. La ligne ferroviaire Viège-Zermatt est coupée.

 Vendredi 14 juin 
- Mise en service des nouveaux billets de 50, 100, 500 et 1 000 francs.

 Samedi 15 juin 
- Décès à Romanshorn, à l’âge de 82 ans, de l’écrivain Paul Ilg.

 Dimanche 16 juin 
- Débuts des Festivités du 800e anniversaire de la ville de Fribourg.

 Mardi 18 juin 
- Un avion DC-3 de Swissair s'abîme dans le lac de Constance lors d'un vol d'entraînement. Neuf personnes perdent la vie.

 Mercredi 19 juin 
- L’Italien Pasquale Fornara remporte le Tour de Suisse cycliste

 Lundi 24 juin 
- Violents orages. La Maggia sort de son lit et le lac Majeur déborde à Locarno. De fortes chutes de grêle saccagent les vignes de Lavaux. À Crissier (VD), un immeuble en chantier s'effondre à la suite d'un éboulement, causant la mort de deux ouvriers.

 Jeudi 27 juin 
- Visite officielle de Mohammad Reza Pahlavi, shah d’Iran, et de l'impératrice Soraya.

 Samedi 29 juin 
- Dix alpinistes italiens dévissent au Piz Palü (GR). On déplore neuf morts, l’une des victimes étant sauvée par la colonne de secours.

### Juillet
- 6 juillet : Une initiative demandant la réunification du demi-canton de Bâle-Campagne avec celui de Bâle-Ville est déposée à la chancellerie de Liestal.

 Jeudi 11 juillet 
- Décès à Genève, à l’âge de 79 ans, du prince Aga Khan III.

 Mercredi 17 juillet 
- Décès à Villeneuve, à l’âge de 72 ans, de la journaliste et militante féministe Suzanne Besson.

 Lundi 22 juillet 
- Ratification de la Convention entre les chemins de fer fédéraux suisses et les chemins de fer fédéraux autrichiens relative au développement de la ligne de l’Arlberg (Buchs-Salzbourg).

### Août
Vendredi 9 août 
- Les alpinistes allemands Gunther Nothdurft et Franz Meyer et l'italien Stefano Longhi perdent la vie dans l’ascension de la paroi nord de l’Eiger, tandis qu'un autre italien, Claudio Corti, est sauvé par une expédition de secours.

 Mercredi 14 août 
- Des inondations causent des dégâts considérables dans la vallée d'Uri. Une personne trouve la mort. On constate également des routes coupées, des cultures dévastées et des ponts emportés au Tessin, dans les Grisons et à Glaris.

 Samedi 24 août 
- Mise un service d’un nouveau pont routier d’une longueur de 176 mètres sur le Rhône à Saint-Maurice. Il relie les cantons de Vaud et du Valais.

 Lundi 26 août 
- Mise en eau du barrage de Tseusier.

 Samedi 31 août 
- Le Journal et Feuille d'avis du Valais, paraissant jusqu’ici quatre fois par semaine, devient un quotidien.

### Septembre
Mardi 3 septembre 
- Le Conseil fédéral reconnaît l’indépendance du Ghana.
- Inauguration de la nouvelle route du col de La Forclaz, longue de 22 km, entre Martigny et Châtelard.

 Mercredi 4 septembre 
- Débuts des XIIe Rencontres internationales de Genève, dont le thème est cette année L'Europe et le monde d'aujourd'hui.

 Samedi 14 septembre 
- Inauguration à Isérables d'une succursale d'Ebauches SA. Il s'agit du premier atelier d'horlogerie du (Valais). Il occupera une centaine de personnes.

 Lundi 16 septembre 
- Le Conseil fédéral confirme qu’il est favorable à l’utilisation pacifique de l’énergie nucléaire.

 Samedi 21 septembre 
- Inauguration du Pont des Acacias à Genève.

 Mardi 24 septembre 
- Inauguration de la route Bière-Col du Marchairuz. Le tracé comprend 14 km de routes nouvelles et 8 km de routes corrigées.

 Lundi 30 septembre 
- Le dernier tramway de Saint-Gall est retiré du service et remplacé par des trolleybus et des autobus.

### Octobre
Vendredi 11 octobre 
- Décès à Lausanne, à l’âge de 85 ans, du peintre René Auberjonois.

 Dimanche 20 octobre 
- Un incendie détruit complètement l'une des usines Suchard à Serrières.

 Dimanche 27 octobre 
- Élections cantonales à Saint-Gall. Hans Schneider (PRD) est élu au Conseil d’État lors du 1er tour de scrutin.

 Jeudi 31 octobre 
- Mise en eau du barrage de Mauvoisin, dans le Val de Bagnes.

### Novembre
Dimanche 3 novembre 
- Votation cantonale. Par 12 667 oui contre 8 568 non, les citoyens de Bâle-Ville approuvent une modification de la constitution donnant la possibilité aux communes bourgeoises qui le souhaitent d’introduire le suffrage féminin.

 Dimanche 24 novembre 
- Votations fédérales. Le peuple approuve, par 491 745 oui (77,3 %) contre 144 151 non (22,7 %), l’article constitutionnel sur l'énergie atomique et la protection contre les radiations.
- Votations fédérales. Le peuple approuve, par 401 768 oui (62,7 %) contre 239 295 non (37,3 %), la prorogation pour une durée limitée la validité du régime transitoire concernant le ravitaillement du pays en céréales panifiables.
- Élections cantonales à Genève. Alfred Borel (PRD), Jean Dutoit (PRD), Emile Dupont (Parti chrétien-social), Jean Treina (PSS), Charles Duchemin (PRD), Édouard Chamay (PRD) et René Helg (Parti national-démocrate) sont élus au Conseil d’État lors du 1er tour de scrutin.

### Décembre
Dimanche 15 décembre 
- Mise en service à Zweisimmen du plus long téléphérique d'Europe qui mène au Rinderberg, sur une distance de 1 062 mètres.

 Lundi 16 décembre 
- La Fédération des coopératives Migros fonde la « Banque Migros », au capital de 10 millions de francs.

 Mardi 31 décembre 
- Les tramways bâlois cessent de desservir la ville alsacienne de Saint-Louis.